# Campeonato de Primera A 2021 (AFP)
La Primera "A" 2021 fue la 32.ª edición de la máxima categoría de la Asociación de Fútbol Potosí. El torneo comenzó en 29 de mayo y finalizó el 15 de agosto.

## Sistema de disputa
En esta temporada, el torneo se jugará en el siguiente sistema: los 12 equipos fueron repartidos en dos grupos de seis equipos, enfrentándose en sistema de todos contra todos en ida y vuelta. Los dos mejores de cada zona avanzan a la fase final, que se jugará en sistema de eliminación directa + definición por el tercer puesto. Los finalistas y el ganador del partido por el tercer puesto se clasificarán a la Copa Simón Bolívar de este año, con el cuarto cupo siendo otorgado al campeón provincial de Potosí. Luego, se jugará un segundo torneo en el segundo semestre, cuyo formato aún se definirá, que otorgará el pase a la Copa Simón Bolívar del próximo año por lo menos para el campeón. Los dos peores de la tabla acumulada de ambos los torneos descenderán a la Primera "B".

## Equipos participantes

### Ascensos y descensos
Debido a la situación excepcional del año anterior donde no se jugaron los torneos de AFP, los recién ascendidos y descendidos llegan desde la gestión 2019.
Rosario Central quedó último en la tabla general de la gestión 2019 y tuvo que jugar el descenso indirecto ante el cuarto colocado de la Primera "B" Galácticos, pero logró mantener la categoría tras ganar por 19-2 en el global (8-0 en la ida y 11-2 en la vuelta).
| Pos | Ascendidos a la Primera A  |
| --- | -------------------------- |
| 1º  | Felipe Hartmann            |
| 2º  | Sinchi Wayra               |
| 3º  | Deportivo Juvenil Valencia |

| Pos     | Descendidos a la Primera B |
| ------- | -------------------------- |
| No hubo |                            |

### Información de los equipos
| Equipo                     | Ciudad                | Fecha de fundación       | Estadio                                      | Capacidad    |
| -------------------------- | --------------------- | ------------------------ | -------------------------------------------- | ------------ |
| Deportivo Cervecería       | Potosí                | 23 de septiembre de 2011 | Estadio Potosí                               | 7.000        |
| Deportivo Juvenil Valencia | Potosí                | 29 de septiembre de 1986 | Estadio Potosí                               | 7.000        |
| Felipe Hartmann            | Porco                 | 28 de mayo de 2006       | Estadio Potosí                               | 7.000        |
| Ferrocarril Palmeiras      | Potosí                | ?                        | Estadio Potosí                               | 7.000        |
| Highland Players           | Potosí                | 10 de mayo de 1922       | Estadio Potosí                               | 7.000        |
| INTERFI                    | Potosí                | 24 de junio de 1972      | Estadio Potosí                               | 7.000        |
| Real Cotagaita             | Santiago de Cotagaita | 25 de julio de 2015      | Estadio Potosí                               | 7.000        |
| Rosario Central            | Potosí                | 14 de marzo de 2016      | Estadio Potosí Estadio Víctor Agustín Ugarte | 7.000 32.105 |
| Sinchi Wayra               | Porco                 | 6 de mayo de 2012        | Estadio Potosí                               | 7.000        |
| Stormers San Lorenzo       | Llallagua (Catavi)    | 26 de mayo de 1897       | Estadio Serafín Ferreira                     | 5.000        |
| Universitario              | Potosí                | ?                        | Estadio Potosí                               | 7.000        |
| Wilstermann Cooperativas   | Potosí                | 12 de abril de 1958      | Estadio Potosí                               | 7.000        |

## Primera fase

### Grupo A
| Pos. | Equipo                   | Pts. | PJ | G | E | P | GF | GC | Dif. | Clasificación               |
| ---- | ------------------------ | ---- | -- | - | - | - | -- | -- | ---- | --------------------------- |
| 1    | Stormers San Lorenzo     | 23   | 10 | 7 | 2 | 1 | 25 | 7  | +18  | Clasificado a la fase final |
| 2    | Wilstermann Cooperativas | 21   | 10 | 6 | 3 | 1 | 24 | 9  | +15  | Clasificado a la fase final |
| 3    | Universitario            | 17   | 10 | 5 | 2 | 3 | 23 | 19 | +4   |                             |
| 4    | Deportivo Cervecería     | 12   | 10 | 2 | 6 | 2 | 14 | 13 | +1   |                             |
| 5    | Highland Players         | 5    | 10 | 1 | 2 | 7 | 7  | 31 | −24  |                             |
| 6    | Real Cotagaita           | 3    | 10 | 0 | 3 | 7 | 10 | 24 | −14  |                             |

 Fuente: Asociación de Fútbol Potosí

#### Resultados
OBS: Los horarios corresponden al huso horario que rige a Bolivia (UTC-4).
| Fecha 1                  | Fecha 1   | Fecha 1              | Fecha 1        | Fecha 1    | Fecha 1 | Fecha 1 |
| Local                    | Resultado | Visitante            | Estadio        | Fecha      | Hora    |         |
| ------------------------ | --------- | -------------------- | -------------- | ---------- | ------- | ------- |
| Highland Players         | 0 - 3     | Stormers San Lorenzo | Estadio Potosí | 29 de mayo | 10:00   |         |
| Real Cotagaita           | 1 - 1     | Deportivo Cervecería | Estadio Potosí | 29 de mayo | 12:00   |         |
| Wilstermann Cooperativas | 1 - 1     | Universitario        | Estadio Potosí | 30 de mayo | 14:00   |         |

| Fecha 2              | Fecha 2   | Fecha 2                  | Fecha 2        | Fecha 2    | Fecha 2 | Fecha 2 |
| Local                | Resultado | Visitante                | Estadio        | Fecha      | Hora    |         |
| -------------------- | --------- | ------------------------ | -------------- | ---------- | ------- | ------- |
| Highland Players     | 1 - 1     | Real Cotagaita           | Estadio Potosí | 5 de junio | 9:00    |         |
| Deportivo Cervecería | 1 - 1     | Wilstermann Cooperativas | Estadio Potosí | 5 de junio | 13:00   |         |
| Stormers San Lorenzo | 3 - 0     | Universitario            | Estadio Potosí | 5 de junio | 15:00   |         |

| Fecha 3                  | Fecha 3   | Fecha 3              | Fecha 3        | Fecha 3     | Fecha 3 | Fecha 3 |
| Local                    | Resultado | Visitante            | Estadio        | Fecha       | Hora    |         |
| ------------------------ | --------- | -------------------- | -------------- | ----------- | ------- | ------- |
| Universitario            | 2 - 3     | Deportivo Cervecería | Estadio Potosí | 11 de junio | 15:00   |         |
| Real Cotagaita           | 0 - 2     | Stormers San Lorenzo | Estadio Potosí | 12 de junio | 11:00   |         |
| Wilstermann Cooperativas | 5 - 0     | Highland Players     | Estadio Potosí | 12 de junio | 13:00   |         |

| Fecha 4              | Fecha 4   | Fecha 4                  | Fecha 4        | Fecha 4     | Fecha 4 | Fecha 4 |
| Local                | Resultado | Visitante                | Estadio        | Fecha       | Hora    |         |
| -------------------- | --------- | ------------------------ | -------------- | ----------- | ------- | ------- |
| Real Cotagaita       | 0 - 3     | Wilstermann Cooperativas | Estadio Potosí | 18 de junio | 15:00   |         |
| Highland Players     | 1 - 3     | Universitario            | Estadio Potosí | 19 de junio | 11:00   |         |
| Stormers San Lorenzo | 1 - 1     | Deportivo Cervecería     | Estadio Potosí | 19 de junio | 15:00   |         |

| Fecha 5                  | Fecha 5   | Fecha 5              | Fecha 5        | Fecha 5     | Fecha 5 | Fecha 5 |
| Local                    | Resultado | Visitante            | Estadio        | Fecha       | Hora    |         |
| ------------------------ | --------- | -------------------- | -------------- | ----------- | ------- | ------- |
| Universitario            | 2 - 0     | Real Cotagaita       | Estadio Potosí | 25 de junio | 13:00   |         |
| Deportivo Cervecería     | 4 - 0     | Highland Players     | Estadio Potosí | 25 de junio | 15:00   |         |
| Wilstermann Cooperativas | 1 - 2     | Stormers San Lorenzo | Estadio Potosí | 26 de junio | 13:00   |         |

| Fecha 6              | Fecha 6   | Fecha 6                  | Fecha 6        | Fecha 6    | Fecha 6 | Fecha 6 |
| Local                | Resultado | Visitante                | Estadio        | Fecha      | Hora    |         |
| -------------------- | --------- | ------------------------ | -------------- | ---------- | ------- | ------- |
| Stormers San Lorenzo | 6 - 0     | Highland Players         | Estadio Potosí | 2 de julio | 11:00   |         |
| Deportivo Cervecería | 1 - 1     | Real Cotagaita           | Estadio Potosí | 2 de julio | 13:00   |         |
| Universitario        | 2 - 2     | Wilstermann Cooperativas | Estadio Potosí | 3 de julio | 15:00   |         |

| Fecha 7                  | Fecha 7   | Fecha 7              | Fecha 7        | Fecha 7     | Fecha 7 | Fecha 7 |
| Local                    | Resultado | Visitante            | Estadio        | Fecha       | Hora    |         |
| ------------------------ | --------- | -------------------- | -------------- | ----------- | ------- | ------- |
| Real Cotagaita           | 1 - 3     | Highland Players     | Estadio Potosí | 10 de julio | 10:00   |         |
| Wilstermann Cooperativas | 2 - 1     | Deportivo Cervecería | Estadio Potosí | 10 de julio | 12:00   |         |
| Universitario            | 0 - 5     | Stormers San Lorenzo | Estadio Potosí | 10 de julio | 14:00   |         |

| Fecha 8              | Fecha 8   | Fecha 8                  | Fecha 8        | Fecha 8     | Fecha 8 | Fecha 8 |
| Local                | Resultado | Visitante                | Estadio        | Fecha       | Hora    |         |
| -------------------- | --------- | ------------------------ | -------------- | ----------- | ------- | ------- |
| Stormers San Lorenzo | 3 - 2     | Real Cotagaita           | Estadio Potosí | 17 de julio | 9:30    |         |
| Highland Players     | 0 - 2     | Wilstermann Cooperativas | Estadio Potosí | 17 de julio | 11:30   |         |
| Deportivo Cervecería | 1 - 4     | Universitario            | Estadio Potosí | 17 de julio | 14:50   |         |

| Fecha 9                  | Fecha 9   | Fecha 9              | Fecha 9        | Fecha 9     | Fecha 9 | Fecha 9 |
| Local                    | Resultado | Visitante            | Estadio        | Fecha       | Hora    |         |
| ------------------------ | --------- | -------------------- | -------------- | ----------- | ------- | ------- |
| Universitario            | 5 - 1     | Highland Players     | Estadio Potosí | 25 de julio | 9:30    |         |
| Wilstermann Cooperativas | 4 - 2     | Real Cotagaita       | Estadio Potosí | 25 de julio | 11:30   |         |
| Deportivo Cervecería     | 0 - 0     | Stormers San Lorenzo | Estadio Potosí | 25 de julio | 14:50   |         |

| Fecha 10             | Fecha 10  | Fecha 10                 | Fecha 10       | Fecha 10    | Fecha 10 | Fecha 10 |
| Local                | Resultado | Visitante                | Estadio        | Fecha       | Hora     |          |
| -------------------- | --------- | ------------------------ | -------------- | ----------- | -------- | -------- |
| Real Cotagaita       | 2 - 4     | Universitario            | Estadio Potosí | 31 de julio | 9:30     |          |
| Highland Players     | 1 - 1     | Deportivo Cervecería     | Estadio Potosí | 31 de julio | 11:30    |          |
| Stormers San Lorenzo | 0 - 3     | Wilstermann Cooperativas | Estadio Potosí | 31 de julio | 14:50    |          |

### Grupo B
| Pos. | Equipo                | Pts. | PJ | G | E | P | GF | GC | Dif. | Clasificación               |
| ---- | --------------------- | ---- | -- | - | - | - | -- | -- | ---- | --------------------------- |
| 1    | Rosario Central       | 28   | 10 | 9 | 1 | 0 | 34 | 2  | +32  | Clasificado a la fase final |
| 2    | Ferrocarril Palmeiras | 21   | 10 | 6 | 3 | 1 | 23 | 11 | +12  | Clasificado a la fase final |
| 3    | INTERFI               | 14   | 10 | 4 | 2 | 4 | 20 | 21 | −1   |                             |
| 4    | Deportivo JUVA        | 10   | 10 | 3 | 1 | 6 | 18 | 29 | −11  |                             |
| 5    | Felipe Hartmann       | 9    | 10 | 2 | 3 | 5 | 12 | 24 | −12  |                             |
| 6    | Sinchi Wayra          | 3    | 10 | 1 | 0 | 9 | 10 | 30 | −20  |                             |

 Fuente: Asociación de Fútbol Potosí

#### Resultados
OBS: Los horarios corresponden al huso horario que rige a Bolivia (UTC-4).
| Fecha 1               | Fecha 1   | Fecha 1         | Fecha 1        | Fecha 1    | Fecha 1 | Fecha 1 |
| Local                 | Resultado | Visitante       | Estadio        | Fecha      | Hora    |         |
| --------------------- | --------- | --------------- | -------------- | ---------- | ------- | ------- |
| INTERFI               | 0 - 2     | Rosario Central | Estadio Potosí | 29 de mayo | 14:00   |         |
| Sinchi Wayra          | 3 - 2     | Deportivo JUVA  | Estadio Potosí | 30 de mayo | 10:00   |         |
| Ferrocarril Palmeiras | 1 - 0     | Felipe Hartmann | Estadio Potosí | 30 de mayo | 12:00   |         |

| Fecha 2         | Fecha 2   | Fecha 2               | Fecha 2        | Fecha 2    | Fecha 2 | Fecha 2 |
| Local           | Resultado | Visitante             | Estadio        | Fecha      | Hora    |         |
| --------------- | --------- | --------------------- | -------------- | ---------- | ------- | ------- |
| INTERFI         | 1 - 0     | Sinchi Wayra          | Estadio Potosí | 3 de junio | 11:00   |         |
| Rosario Central | 3 - 0     | Felipe Hartmann       | Estadio Potosí | 3 de junio | 13:00   |         |
| Deportivo JUVA  | 2 - 5     | Ferrocarril Palmeiras | Estadio Potosí | 5 de junio | 11:00   |         |

| Fecha 3               | Fecha 3   | Fecha 3         | Fecha 3        | Fecha 3     | Fecha 3 | Fecha 3 |
| Local                 | Resultado | Visitante       | Estadio        | Fecha       | Hora    |         |
| --------------------- | --------- | --------------- | -------------- | ----------- | ------- | ------- |
| Felipe Hartmann       | 0 - 2     | Deportivo JUVA  | Estadio Potosí | 11 de junio | 11:00   |         |
| Sinchi Wayra          | 0 - 5     | Rosario Central | Estadio Potosí | 11 de junio | 13:00   |         |
| Ferrocarril Palmeiras | 3 - 1     | INTERFI         | Estadio Potosí | 12 de junio | 15:00   |         |

| Fecha 4         | Fecha 4   | Fecha 4               | Fecha 4        | Fecha 4     | Fecha 4 | Fecha 4 |
| Local           | Resultado | Visitante             | Estadio        | Fecha       | Hora    |         |
| --------------- | --------- | --------------------- | -------------- | ----------- | ------- | ------- |
| Sinchi Wayra    | 1 - 5     | Ferrocarril Palmeiras | Estadio Potosí | 18 de junio | 11:00   |         |
| INTERFI         | 5 - 1     | Felipe Hartmann       | Estadio Potosí | 18 de junio | 13:00   |         |
| Rosario Central | 3 - 0     | Deportivo JUVA        | Estadio Potosí | 19 de junio | 13:00   |         |

| Fecha 5               | Fecha 5   | Fecha 5         | Fecha 5        | Fecha 5     | Fecha 5 | Fecha 5 |
| Local                 | Resultado | Visitante       | Estadio        | Fecha       | Hora    |         |
| --------------------- | --------- | --------------- | -------------- | ----------- | ------- | ------- |
| Felipe Hartmann       | 3 - 2     | Sinchi Wayra    | Estadio Potosí | 25 de junio | 11:00   |         |
| Deportivo JUVA        | 1 - 3     | INTERFI         | Estadio Potosí | 26 de junio | 13:00   |         |
| Ferrocarril Palmeiras | 0 - 0     | Rosario Central | Estadio Potosí | 26 de junio | 15:00   |         |

| Fecha 6         | Fecha 6   | Fecha 6               | Fecha 6        | Fecha 6    | Fecha 6 | Fecha 6 |
| Local           | Resultado | Visitante             | Estadio        | Fecha      | Hora    |         |
| --------------- | --------- | --------------------- | -------------- | ---------- | ------- | ------- |
| Rosario Central | 4 - 0     | INTERFI               | Estadio Potosí | 2 de julio | 15:00   |         |
| Deportivo JUVA  | 3 - 0     | Sinchi Wayra          | Estadio Potosí | 3 de julio | 11:00   |         |
| Felipe Hartmann | 1 - 1     | Ferrocarril Palmeiras | Estadio Potosí | 3 de julio | 13:00   |         |

| Fecha 7               | Fecha 7   | Fecha 7         | Fecha 7        | Fecha 7    | Fecha 7 | Fecha 7 |
| Local                 | Resultado | Visitante       | Estadio        | Fecha      | Hora    |         |
| --------------------- | --------- | --------------- | -------------- | ---------- | ------- | ------- |
| Ferrocarril Palmeiras | 4 - 1     | Deportivo JUVA  | Estadio Potosí | 9 de julio | 11:00   |         |
| Sinchi Wayra          | 1 - 2     | INTERFI         | Estadio Potosí | 9 de julio | 13:00   |         |
| Felipe Hartmann       | 1 - 5     | Rosario Central | Estadio Potosí | 9 de julio | 15:00   |         |

| Fecha 8         | Fecha 8   | Fecha 8               | Fecha 8        | Fecha 8     | Fecha 8 | Fecha 8 |
| Local           | Resultado | Visitante             | Estadio        | Fecha       | Hora    |         |
| --------------- | --------- | --------------------- | -------------- | ----------- | ------- | ------- |
| Rosario Central | 5 - 1     | Sinchi Wayra          | Estadio Potosí | 18 de julio | 9:30    |         |
| Deportivo JUVA  | 2 - 2     | Felipe Hartmann       | Estadio Potosí | 18 de julio | 11:30   |         |
| INTERFI         | 2 - 2     | Ferrocarril Palmeiras | Estadio Potosí | 18 de julio | 14:50   |         |

| Fecha 9               | Fecha 9   | Fecha 9         | Fecha 9        | Fecha 9     | Fecha 9 | Fecha 9 |
| Local                 | Resultado | Visitante       | Estadio        | Fecha       | Hora    |         |
| --------------------- | --------- | --------------- | -------------- | ----------- | ------- | ------- |
| Deportivo JUVA        | 0 - 5     | Rosario Central | Estadio Potosí | 24 de julio | 9:30    |         |
| Ferrocarril Palmeiras | 2 - 1     | Sinchi Wayra    | Estadio Potosí | 24 de julio | 11:30   |         |
| Felipe Hartmann       | 2 - 2     | INTERFI         | Estadio Potosí | 24 de julio | 14:50   |         |

| Fecha 10        | Fecha 10  | Fecha 10              | Fecha 10       | Fecha 10    | Fecha 10 | Fecha 10 |
| Local           | Resultado | Visitante             | Estadio        | Fecha       | Hora     |          |
| --------------- | --------- | --------------------- | -------------- | ----------- | -------- | -------- |
| INTERFI         | 4 - 5     | Deportivo JUVA        | Estadio Potosí | 1 de agosto | 9:30     |          |
| Sinchi Wayra    | 1 - 2     | Felipe Hartmann       | Estadio Potosí | 1 de agosto | 11:30    |          |
| Rosario Central | 2 - 0     | Ferrocarril Palmeiras | Estadio Potosí | 1 de agosto | 14:50    |          |

1. ↑  El partido no se pudo jugar debido a la similitud de ambas las poleras. De acuerdo con el reglamento, Sinchi Wayra debería tener su camiseta alterna al ser el equipo visitante, y una vez que no cumplió eso se determinó que Deportivo JUVA gane por walkover (3-0).

## Tabla acumulada
| Pos. | Equipo                   | Pts. | PJ | G | E | P | GF | GC | Dif. | Clasificación             |
| ---- | ------------------------ | ---- | -- | - | - | - | -- | -- | ---- | ------------------------- |
| 1    | Rosario Central          | 28   | 10 | 9 | 1 | 0 | 34 | 2  | +32  |                           |
| 2    | Stormers San Lorenzo     | 23   | 10 | 7 | 2 | 1 | 25 | 7  | +18  |                           |
| 3    | Wilstermann Cooperativas | 21   | 10 | 6 | 3 | 1 | 24 | 9  | +15  |                           |
| 4    | Ferrocarril Palmeiras    | 21   | 10 | 6 | 3 | 1 | 23 | 11 | +12  |                           |
| 5    | Universitario            | 17   | 10 | 5 | 2 | 3 | 23 | 19 | +4   |                           |
| 6    | INTERFI                  | 14   | 10 | 4 | 2 | 4 | 20 | 21 | −1   |                           |
| 7    | Deportivo Cervecería     | 12   | 10 | 2 | 6 | 2 | 14 | 13 | +1   |                           |
| 8    | Deportivo JUVA           | 10   | 10 | 3 | 1 | 6 | 18 | 29 | −11  |                           |
| 9    | Felipe Hartmann          | 9    | 10 | 2 | 3 | 5 | 12 | 24 | −12  |                           |
| 10   | Highland Players         | 5    | 10 | 1 | 2 | 7 | 7  | 31 | −24  |                           |
| 11   | Real Cotagaita           | 3    | 10 | 0 | 3 | 7 | 10 | 24 | −14  | Descenso a la Primera "B" |
| 12   | Sinchi Wayra             | 3    | 10 | 1 | 0 | 9 | 10 | 30 | −20  | Descenso a la Primera "B" |

Actualizado a los partidos jugados el 1 de agosto de 2021.
 Fuente: Asociación de Fútbol Potosí

## Fase final
|  | Semifinales              | Semifinales           |   |                      | Final                    | Final |  |
|  |                          |                       |   |                      |                          |       |  |
|  |                          |                       |   |                      |                          |       |  |
|  | 8 de agosto              |                       |   |                      |                          |       |  |
|  | Stormers San Lorenzo     | 2                     |   |                      |                          |       |  |
|  | Ferrocarril Palmeiras    | 3                     |   |                      |                          |       |  |
|  |                          |                       |   |                      |                          |       |  |
|  |                          |                       |   |                      | 15 de agosto             |       |  |
|  |                          |                       |   |                      | Rosario Central          | 1     |  |
|  |                          | Ferrocarril Palmeiras | 0 |                      |                          |       |  |
|  |                          |                       |   |                      |                          |       |  |
|  |                          |                       |   |                      |                          |       |  |
|  |                          |                       |   |                      | Tercer lugar             |       |  |
|  | 7 de agosto              | 7 de agosto           |   | 14 de agosto         | 14 de agosto             |       |  |
|  | Rosario Central          | 1                     |   | Stormers San Lorenzo | 0                        |       |  |
|  | Wilstermann Cooperativas | 0                     |   |                      | Wilstermann Cooperativas | 2     |  |

### Semifinales
| 8 de agosto, 14:00 | Stormers San Lorenzo            | 2 - 3 | Ferrocarril Palmeiras                                      | Estadio Potosí, Potosí |  |
|                    | Pedro Fernando Taborga 37', 42' |       | Marcos Arias 18' · Junior Ayala 90+3' · Fernando Sosa 105' |                        |  |

| 7 de agosto, 14:00 | Rosario Central    | 1 - 0 | Wilstermann Cooperativas | Estadio Potosí, Potosí |  |
|                    | Sergio Ricaldi 95' |       |                          |                        |  |

### Tercer puesto
| 14 de agosto, 14:30 | Stormers San Lorenzo | 0 - 2 | Wilstermann Cooperativas                   | Estadio Potosí, Potosí |  |
|                     |                      |       | Nahuel Mendez 11' · Jhon Paulo Acchura 40' |                        |  |

### Final
| 15 de agosto, 14:30 | Rosario Central   | 1 - 0 | Ferrocarril Palmeiras | Estadio Potosí, Potosí |  |
|                     | Efrain Cuello 87' |       |                       |                        |  |

|                                      |
| Rosario Central Campeón (2.° título) |

|                                  |                                       |
| Ferrocarril Palmeiras Subcampeón | Wilstermann Cooperativas Tercer lugar |